# パトリシア・サンパイオ
パトリシア・フェルナンデス・サンパイオ（Patricia Fernandes Sampaio　1999年6月30日- ）はポルトガル・サンタレン県トマール出身の柔道選手。階級は78kg級。

## 経歴
2016年のヨーロッパカデ70㎏級で2位になった。2017年の世界ジュニア78㎏級では準々決勝で梅津志悠に足車で敗れて3位だった。2018年のヨーロッパジュニアで優勝するも、世界ジュニアでは準々決勝で和田梨乃子に合技で敗れて3位だった。2019年の世界選手権では準々決勝で世界チャンピオンの濵田尚里に横四方固で敗れるなどして5位に終わった。2021年7月に日本武道館で開催された東京オリンピックでは2回戦で世界チャンピオンであるドイツのアンナ＝マリア・ヴァーグナーに合技で敗れた。2023年に地元で開催されたグランプリ・アルマダでは優勝した。2024年のパリオリンピックでは伏兵ながら2回戦で地元フランスのマドレーヌ・マロンガを破るなどして準決勝まで勝ち上がるも、イタリアのアリーチェ・ベッランディに技ありで敗れた。しかし、その後の3位決定戦で高山莉加を合技で破り銅メダルを獲得した。2025年のグランドスラム・パリでは決勝で元世界チャンピオンであるイスラエルのインバル・ラニルを背負投で破って優勝した。
ヨーロッパ選手権でも優勝するが、世界選手権では3位だった。
IJF世界ランキングは5905ポイント獲得で3位(25/7/20現在)。

## 主な戦績
- 2016年 - ヨーロッパカデ　2位(70㎏級)
- 2017年 - 世界ジュニア　3位
- 2018年 - 地中海競技大会　3位
- 2018年 - ヨーロッパジュニア　優勝
- 2018年 - 世界ジュニア　3位
- 2019年 - グランプリ・マラケシュ　3位
- 2019年 - グランプリ・トビリシ　3位
- 2019年 - ヨーロッパ競技大会団体戦　2位
- 2019年 - ヨーロッパ学生競技大会　優勝
- 2019年 - 世界選手権　5位
- 2020年 - グランプリ・テルアビブ　3位
- 2022年 - グランドスラム・テルアビブ　3位
- 2023年 - グランプリ・アルマダ　優勝
- 2023年 - グランドスラム・テルアビブ　3位
- 2023年 - グランドスラム・タシケント　3位
- 2023年 -　グランドスラム・アンタルヤ　3位
- 2023年 -　グランドスラム・アスタナ　2位
- 2023年 -　グランドスラム・ウランバートル　3位
- 2023年 -　グランドスラム・アブダビ　5位
- 2023年 - ヨーロッパ選手権 3位
- 2024年 - グランドスラム・ドゥシャンベ　5位
- 2024年 - パリオリンピック　3位
- 2024年 - グランドスラム・東京　3位
- 2025年 - グランドスラム・パリ　優勝
- 2025年 -　グランドスラム・トビリシ　3位
- 2025年 - ヨーロッパ選手権　優勝
- 2025年 - 世界選手権　3位
- 2025年 - グランドスラム・ウランバートル　優勝

(出典、JudoInside.com)